# 李家山村
李家山村，是中华人民共和国山西省吕梁市临县碛口镇下辖的一个村。
2008年10月14日，李家山村公布为第四批中国历史文化名村。
2012年12月17日，李家山村公布为第一批中国传统村落。